# Lac de la Vingeanne
Le lac de la Vingeanne ou réservoir de la Vingeanne est un réservoir, propriété de l'établissement public des Voies navigables de France, alimentant le versant Saône du canal entre Champagne et Bourgogne.

## Géographie
Le lac de Villegusien se situe sur les territoires des communes de Villegusien-le-Lac et de Longeau-Percey dans le département de la Haute-Marne. Sa surface est de 199 ha. Il est alimenté par la Vingeanne, affluent de la Saône en rive droite.

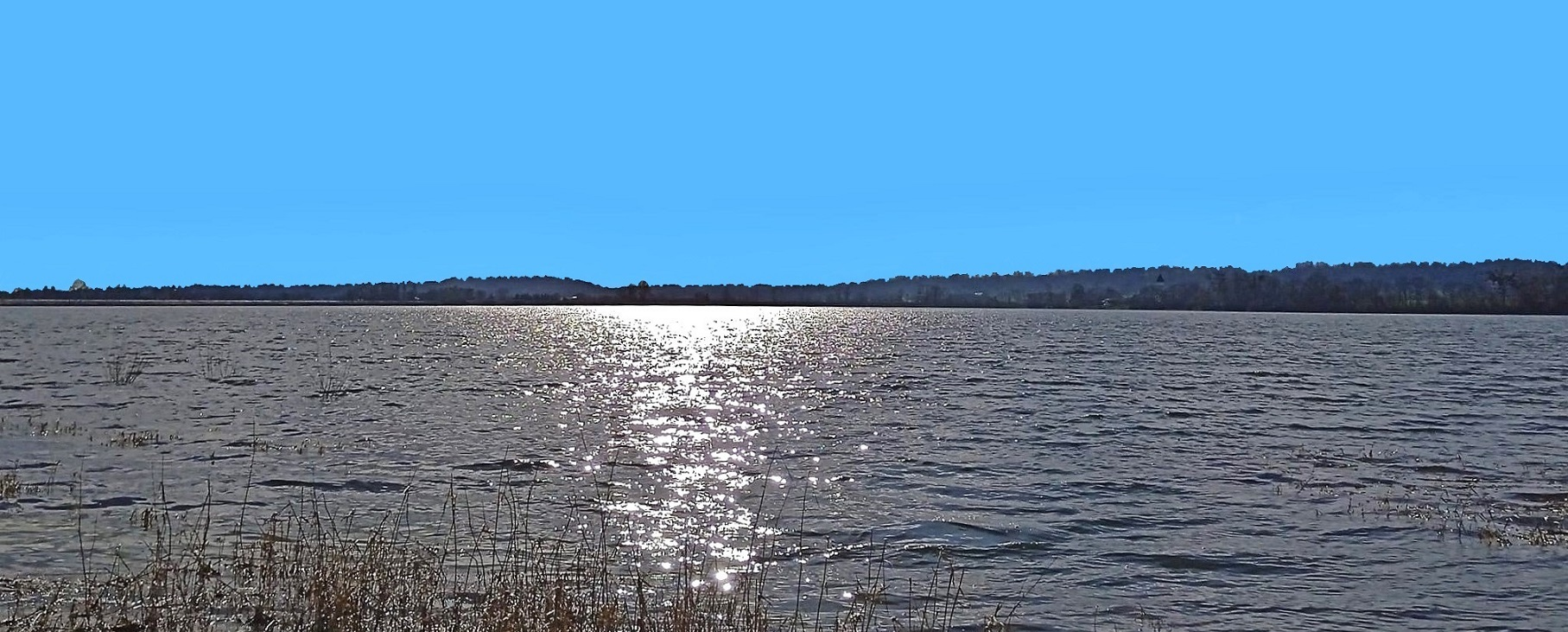
Le lac de la Vingeanne

Dans sa partie ouest, il est traversé par la route nationale 74. Il est barré par une digue de 1254 mètres et sa longueur de rives est de 7,4 km.

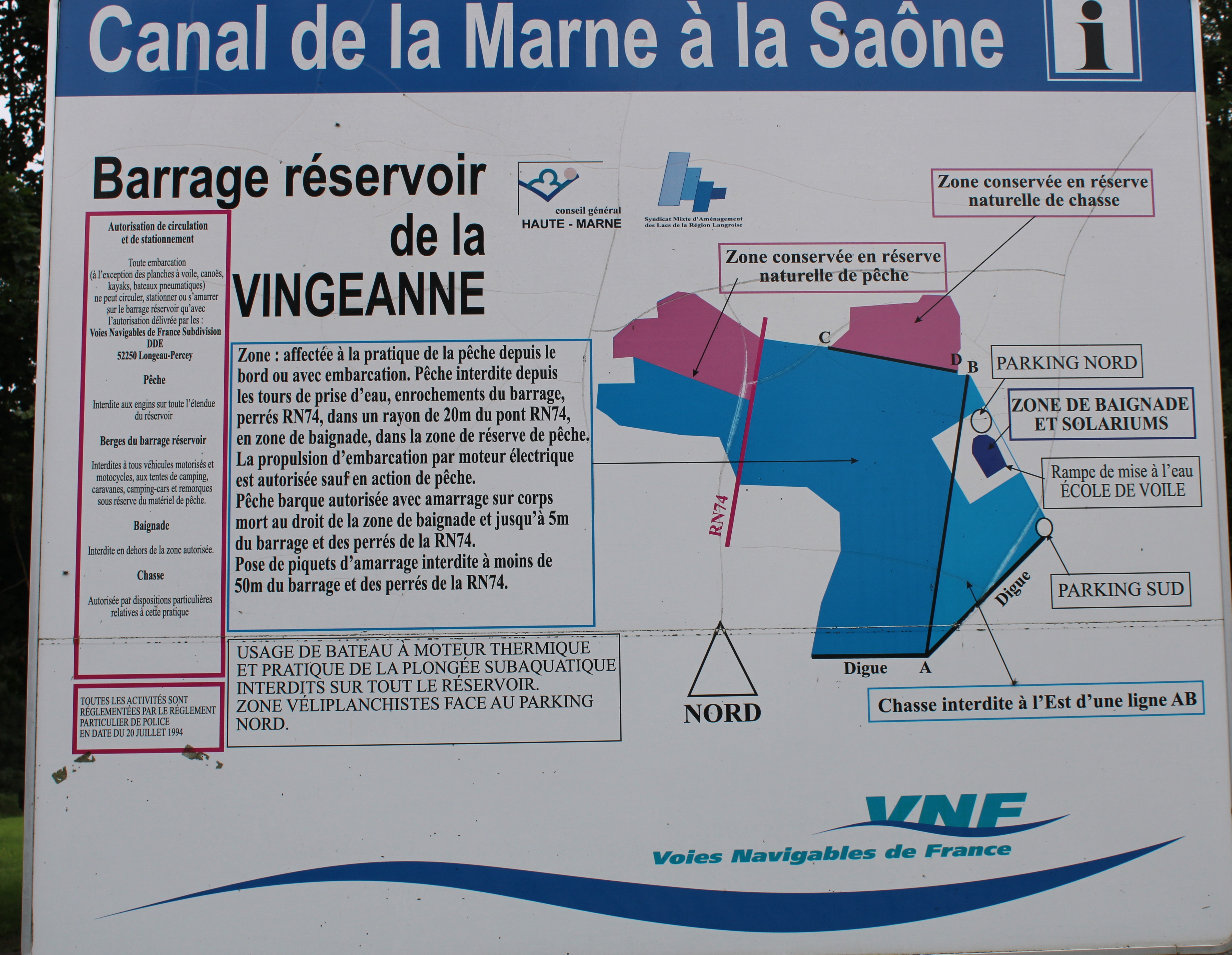
Plan du Lac de la Vingeanne.

## Environnement
Il comporte deux baies marécageuses qui sont le lieu de rencontre d'une grande variété d'oiseaux limicoles qui explorent ses berges. Il est très fréquenté au moment des migrations.
Le site est classé à l'Inventaire national du patrimoine naturel comme Zone naturelle d'intérêt écologique, faunistique et floristique de type 1.

## Activités
- Alimentation en eau du canal entre Champagne et Bourgogne[3] ,
- Activités touristiques : sports nautiques, base nautique de Vingeanne ,

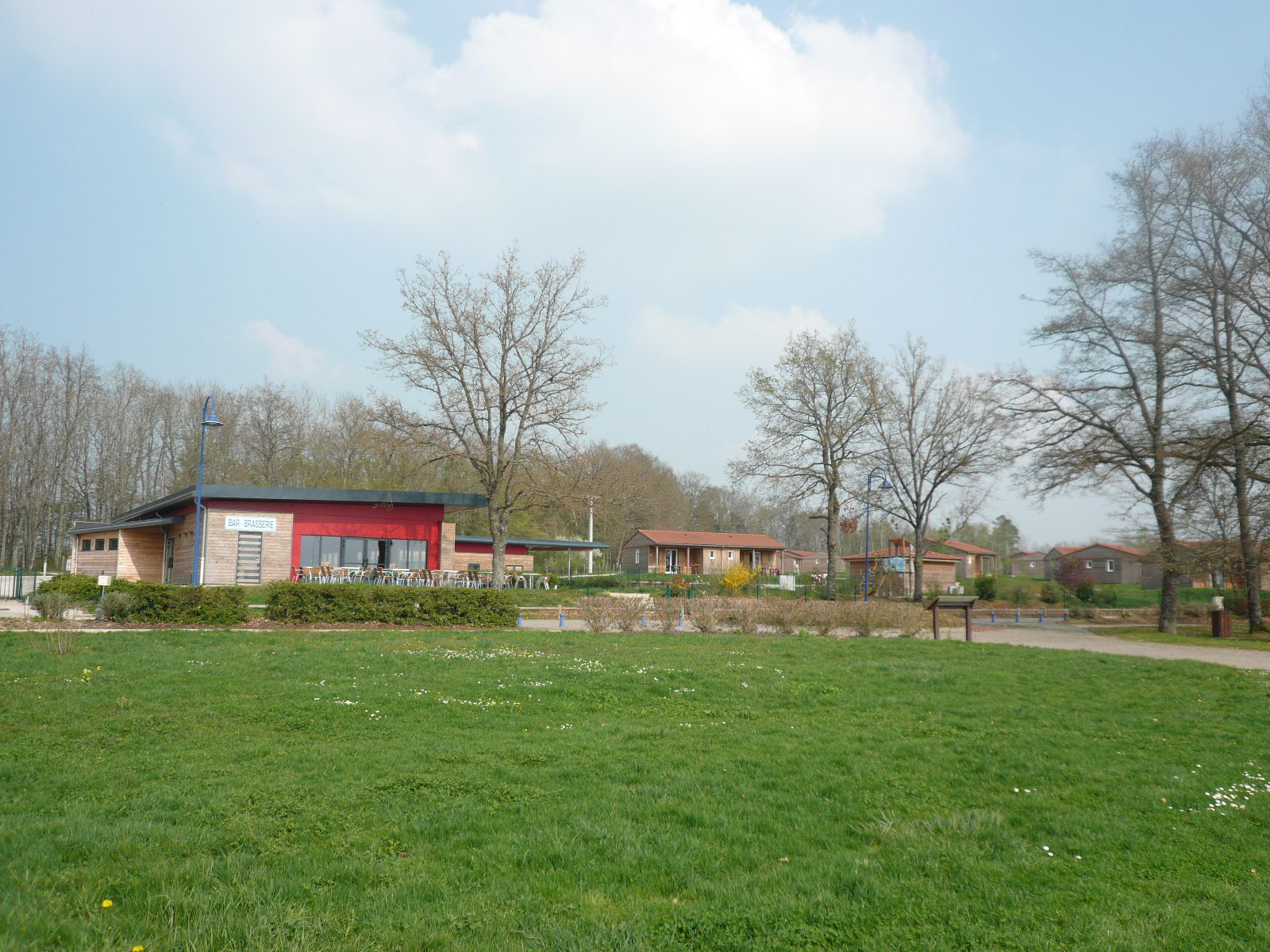
Brasserie et chalets

- Pêche. ;
- Festival Le Chien à plumes.